# 朗格勒站
朗格勒站是法国的一个铁路车站，位于法国城市朗格勒。

## 位置
朗格勒站位于朗格勒市区的北部。车站大致呈东西走向，开口朝南。
由于朗格勒市区处于一个地势较高的山丘之上，因地形原因，途径于此的铁路很难经过朗格勒的中心城区，因此朗格勒站设在了距离朗格勒老城区以北直线距离大约有1.2公里的地方。乘客可乘坐朗格勒市区公交线路进城，但由于客流较小，途径朗格勒站的公交线路班次较为稀少，此举也使得朗格勒站的使用率较低。
此外，因为朗格勒的特殊地形，使得原本可以途径于此的南北向的卢森堡－第戎铁路无法靠近朗格勒站。后者最终选择在朗格勒市区东南的沙兰德雷附近与巴黎－米卢斯铁路交汇，并形成了这一地区的重要铁路枢纽——屈尔蒙-沙兰德雷站。

## 设施
朗格勒站设有人工售票窗口，其开放时间如下：
- 周一至五：05:15 - 12:15和13:00 - 20:00
- 周六：08:45 - 12:00和13:45 - 17:30
- 周日及节假日：13:00 - 20:00

此外，朗格勒站还设有一台自动售票机，可出售有效期为7天的区域性列车车票。朗格勒站的站内设有地下通道可与站台连接。

## 站台设置
| 北↑ |                |   |
|     |                | ↔ |
|     | 岛式，3        |   |
|     |                | ↔ |
|     |                | ↔ |
|     | 岛式，2        |   |
|     |                | ↔ |
|     |                | ↔ |
|     | 侧式，1 主站房 |   |
| 南↓ |                |   |

## 停靠线路
以下列车线路在朗格勒站停靠：
| 朗格勒站列车线路表     |                       |        |        |                 |
| 线路                   | 车种                  | 上一站 | 下一站 | 大致运行频率    |
| 巴黎—贝尔福            | Template:TER-GES logo | 肖蒙   | 屈沙   | 每天1趟         |
| 巴黎—屈沙              | Template:TER-GES logo | 肖蒙   | 屈沙   | 每天4趟左右     |
| 巴黎/特鲁瓦—第戎       | Template:TER-GES logo | 肖蒙   | 屈沙   | 每天1~2趟       |
| 香槟-阿登TGV/兰斯—屈沙 | Template:TER-GES logo | 肖蒙   | 屈沙   | 每天3趟左右     |
| 兰斯/香槟沙隆—第戎     | Template:TER-GES logo | 肖蒙   | 屈沙   | 每天3趟左右     |
| 圣迪济耶→屈沙          | Template:TER-GES logo | 肖蒙   | 屈沙   | 每天1趟（单向） |
| 特鲁瓦/肖蒙—屈沙/第戎  | Template:TER-GES logo | 肖蒙   | 屈沙   | 每天1~2趟       |
| 1. 2.                  |                       |        |        |                 |

## 配套交通

### 长途客车
| 停靠朗格勒站的大巴车 |              | |
| 上下车地点           | 运营单位     | 主要目的地                                                                                         |
| 朗格勒站门口         | SNCF Car TER | 马恩河畔沃塞涅、富兰、肖蒙（当某条铁路线施工或罢工时，SNCF可能也会提供途径该线路沿途站点的大巴车） |
| 1. 2.                |              | |

### 市内交通
| 朗格勒站附近的市内公共交通线路 |              |                         |
| 公交车站名称                   | 位置         | 停靠线路                |
| Gare SNCF 火车站               | 朗格勒站门口 | 朗格勒公交A线、B线、C线 |
| 1.                             |              |                         |

### 社会车辆
朗格勒站门口设有社会车辆停车场。

## 临近车站
| 朗格勒站（Gare de Langres）    |                  |          |
| 上行车站                       | 线路             | 下行车站 |
| 肖蒙站                         | 巴黎－米卢斯铁路 | 屈沙站   |
| - 本表仅显示运营中的线路及车站 |                  |          |